# Seznam hrvaških športnikov
Seznam hrvaških športnikov je krovni seznam.

## Seznami
- seznam hrvaških alpinistov
- seznam hrvaških alpskih smučarjev
- seznam hrvaških atletov
- seznam hrvaških badmintonistov
- seznam hrvaških balinarjev
- seznam hrvaških bodibilderjev
- seznam hrvaških boksarjev
- seznam hrvaških deskarjev na snegu
- seznam hrvaških dirkačev
- seznam hrvaških golfistov
- seznam hrvaških hokejistov na ledu
- seznam hrvaških hokejistov na travi
- seznam hrvaških hokejistov
- seznam hrvaških igralcev ameriškega nogometa
- seznam hrvaških bejzbolistov
- seznam hrvaških ragbistov
- seznam hrvaških jamarjev
- seznam hrvaških judoistov
- seznam hrvaških kajakašev
- seznam hrvaških kanuistov (Matija Ljubek ...)
- seznam hrvaških karateistov
- seznam hrvaških kolesarjev
- seznam hrvaških košarkarjev
- seznam hrvaških lokostrelcev
- seznam hrvaških namiznih tenisačev
- seznam hrvaških nogometašev
- seznam hrvaških nordijskih smučarjev
- seznam hrvaških odbojkarjev
- seznam hrvaških padalcev
- seznam hrvaških plavalcev
- seznam hrvaških plezalcev
- seznam hrvaških podvodnih hokejistov
- seznam hrvaških rokoborcev
- seznam hrvaških rokometašev
- seznam hrvaških rolkarjev
- seznam hrvaških sabljačev
- seznam hrvaških sankačev
- seznam hrvaških smučarjev
- seznam hrvaških strelcev
- seznam hrvaških šahistov
- seznam hrvaških tekvondoistov
- seznam hrvaških tekmovalcev v bobu
- seznam hrvaških telovadcev
- seznam hrvaških tenisačev
- seznam hrvaških vaterpolistov
- seznam hrvaških veslačev (Duje Bonačić, Velimir Valenta, Petar Šegvić, Davor Jelaska, Mate Trojanović ...)